# Mo Mowlam
Marjorie "Mo" Mowlam (18 de septiembre de 1949 - 19 de agosto de 2005) fue una política británica miembro del Labour Party. Fue Miembro del Parlamento (MP) por Redcar desde 1987 hasta el 2001 y fue miembro del gabinete de Tony Blair como Secretaria de Estado para Irlanda del Norte, Ministro de la Oficina del Gabinete y Canciller del Ducado de Lancaster.
Mientras Mowlam fue Secretaria de Estado para Irlanda del Norte se firmó en 1998 el histórico Good Friday Peace Agreement. Su carisma personal, reputación por hablar claro y de frente y su lucha contra un tumor en el cerebro hizo que fuera considerada por muchos como uno de los políticos más populares del "Nuevo Laborismo" en Gran Bretaña. Cuando Tony Blair la mencionó en su discurso en la Conferencia del Partido Laborista de 1998 ella fue ovacionada de pie.